# Hovhannes XII Arscharouni
Hovhannes XII Arscharouni (ur. ?, zm. ?) – w latach 1911–1913 78. ormiański Patriarcha Konstantynopola.